# Casa al carrer Sant Antoni, 11 (Santa Llogaia d'Àlguema)
La Casa al carrer Sant Antoni, 11 és un edifici del municipi de Santa Llogaia d'Àlguema (Alt Empordà) que forma part de l'Inventari del Patrimoni Arquitectònic de Catalunya.

## Descripció
És un edifici de grans dimensions que ocupa una cantonada a la banda de migdia del poble. Es tracta d'una casa entre mitgeres, de planta baixa i un pis. La coberta és de teula, a quatre vessants. La façana principal es troba orientada a llevant; té la porta d'accés d'arc de mig punt, adovellada. Al damunt de la clau de l'arc hi ha un gran carreu amb un relleu on apareix una creu sobre una peanya i una petita ferradura. Al primer pis hi ha quatre obertures, l'esquerra de les quals és producte d'una modificació; les altres són emmarcades en pedra, senzilles i de tipologia renaixentista. La façana de migdia presenta una distribució irregular de les obertures, algunes de les quals són originals i altres modificades. L'element més remarcable d'aquest parament és una petita finestra conopial.

## Història
Aquest casal probablement va ser construït durant el segle xvi, període al qual pertanyen alguns dels edificis més remarcables de Santa Llogaia d'Àlguema.